# Cappella funeraria Vitale
La cappella funeraria Vitale è un edificio situato nel cimitero comunale di Ottobiano, in via San Giorgio (in provincia di Pavia), ed è opera dell’architetto razionalista Piero Bottoni (1903-1973). La cappella fu il primo edificio realizzato dal giovane progettista, prima di aderire al razionalismo internazionale. Si tratta di un esempio significativo, poco noto di Bottoni, di architettura funeraria storicista, prima che l'architetto aderisse ai dettami dell'architettura razionalista europea.

## Storia
Piero Bottoni, uno degli architetti più rinomati del razionalismo italiano, fu incaricato tra il 1928-1929, della progettazione della cappella. L’opera è stata commissionata da Giorgio Mario Vitale, con l'obiettivo di creare un monumento funebre che onorasse la memoria dei suoi cari. L'importante famiglia milanese Vitale, influente nel mondo dell'industria e del commercio, desiderava un'opera che riflettesse la loro ricchezza e il loro status sociale, ma anche il loro apprezzamento per l'arte e l'architettura moderna dell’epoca; e Bottoni, noto per il suo stile sobrio ed elegante, concepì un'opera che combinava le tendenze architettoniche del momento con la tradizione funeraria italiana, creando così un monumento che era contemporaneo ma anche rispettoso della storia e della cultura locale.

## Descrizione
Dal punto di vista architettonico, la cappella - oggi visitabile - si caratterizza per un linguaggio che si pone tra l’adesione allo stile Novecento degli edifici milanesi degli anni Venti e il recupero del Neoclassicismo lombardo. Infatti, si distingue per la sua semplicità geometrica ed elegante, le linee pulite e simmetriche, insieme alla pianta rettangolare conclusa da un’abside semi-cilindrica, segno dell’equilibrio tra forme geometriche e materiali pregiati.

### Interni
L'analisi dell'interno rivela una cura particolare per i dettagli e un uso sapiente della luce e dello spazio, dove le pareti sono rivestite parzialmente di marmo chiaro che riflette la luce naturale e conferisce all'ambiente un'aura di serenità e spiritualità. Il pavimento è in marmo botticino come l’altare situato nell'abside, i muri interni sono rivestiti in giallo di Siena, le cornici dei muri e delle finestre sono in marmo cardello e gli intarsi del pavimento in marmo perlaceo. Sulle pareti laterali all'entrata della cappella sono presenti le lapidi dei membri della famiglia Vitale. La disposizione degli elementi architettonici e decorativi è studiata per guidare il flusso dei visitatori e creare un senso di intimità e riflessione.

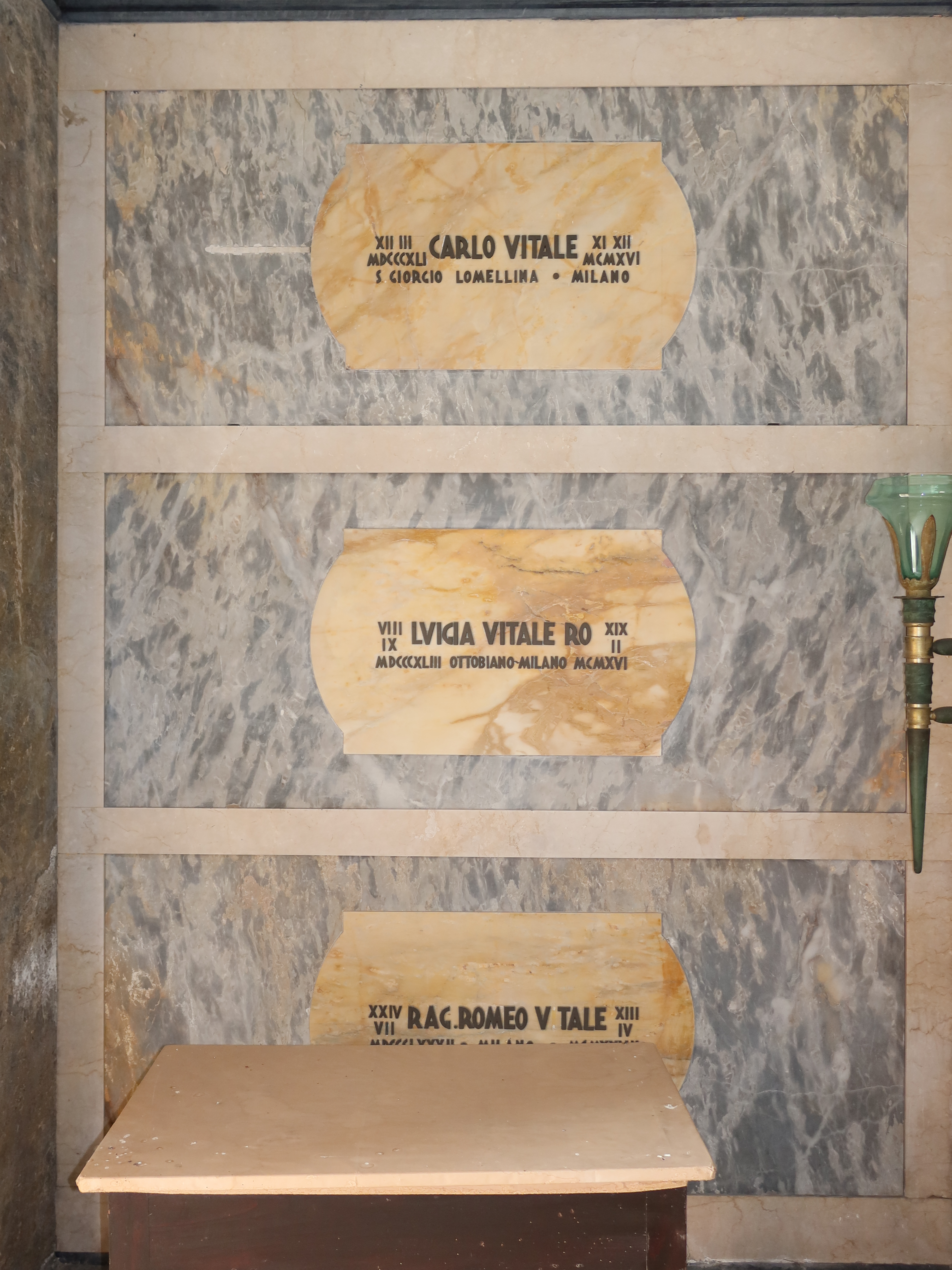
Lapidi defunti famiglia Vitale
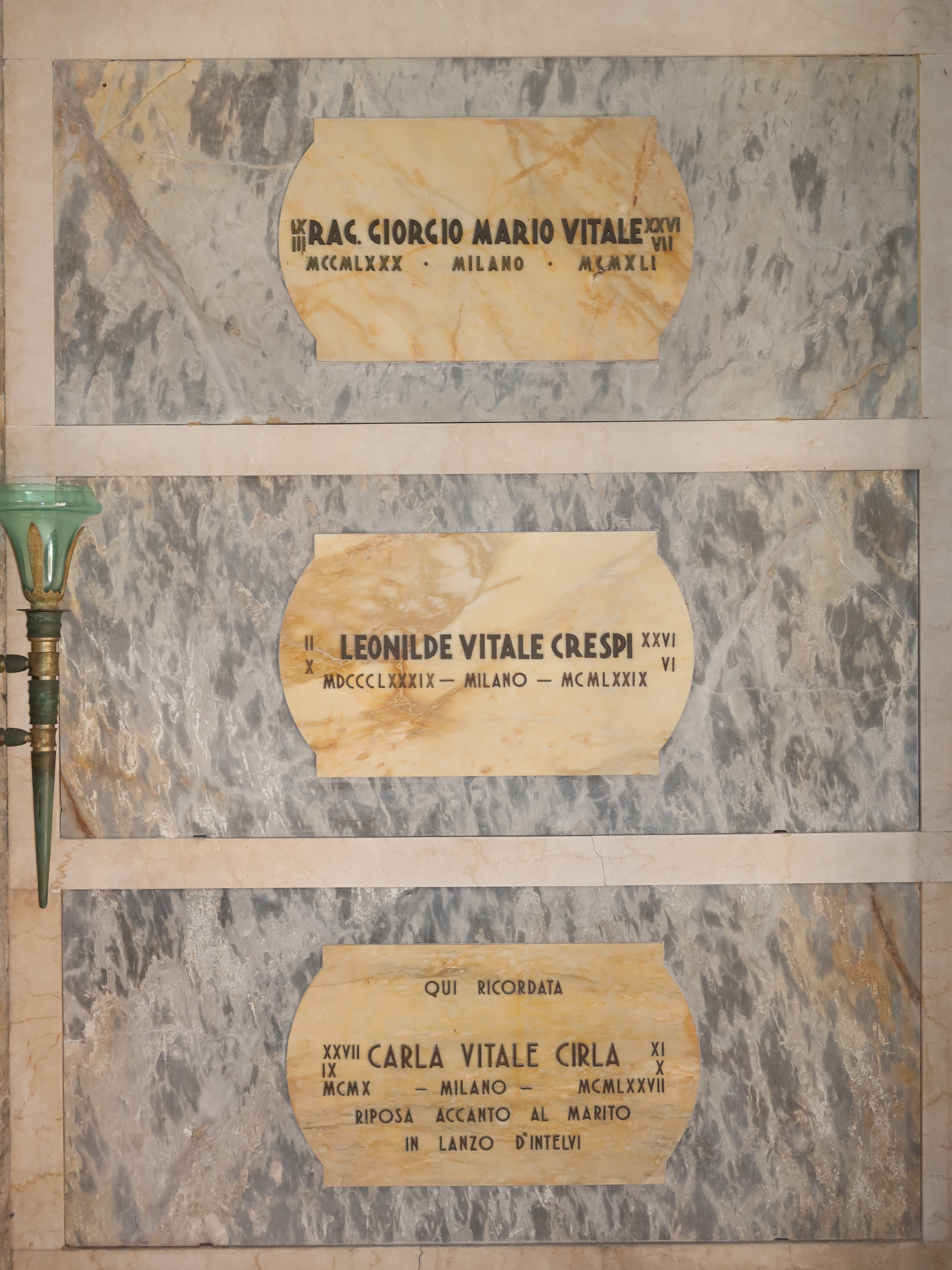
Lapidi defunti famiglia Vitale
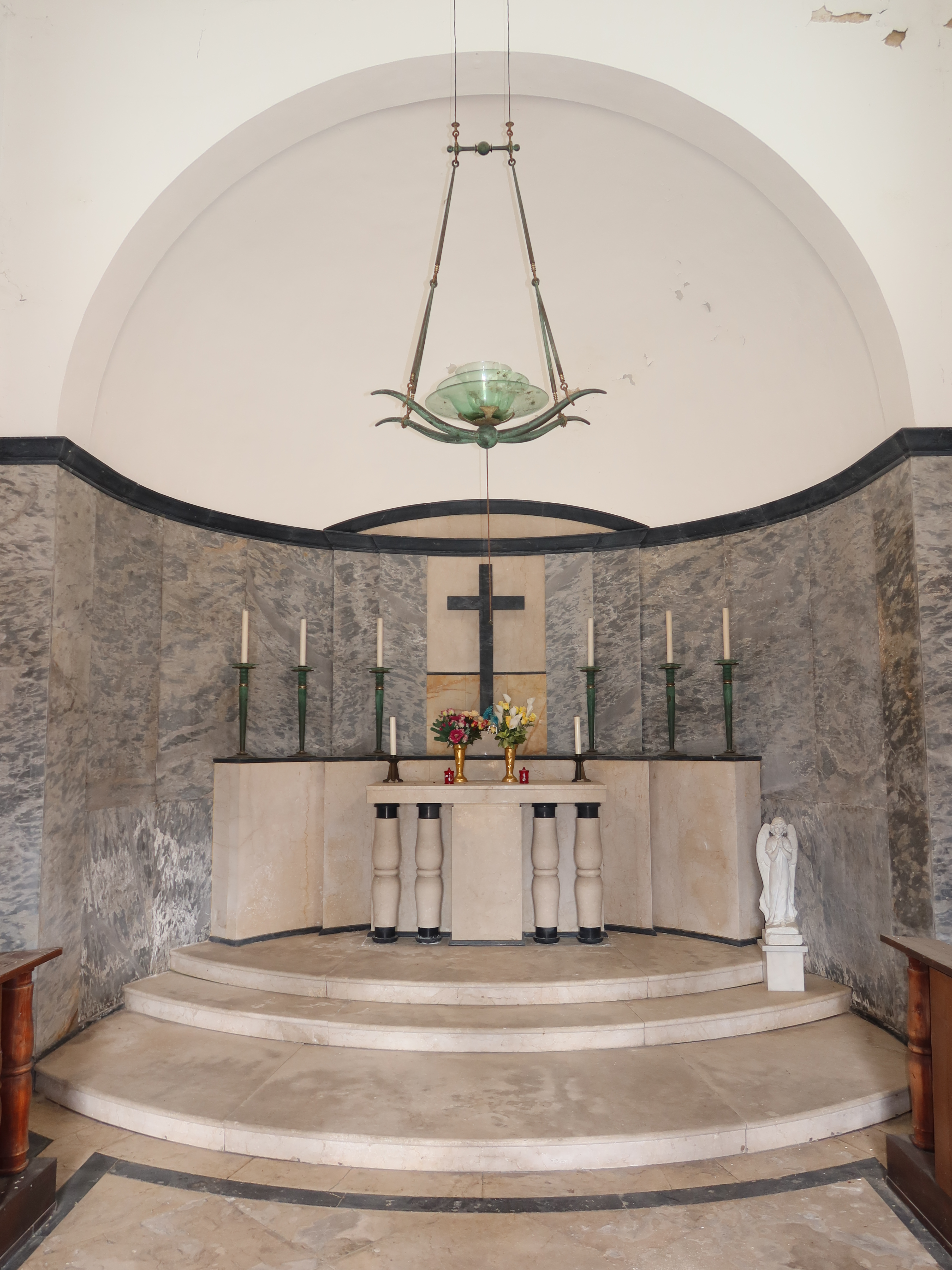
Altare cappella
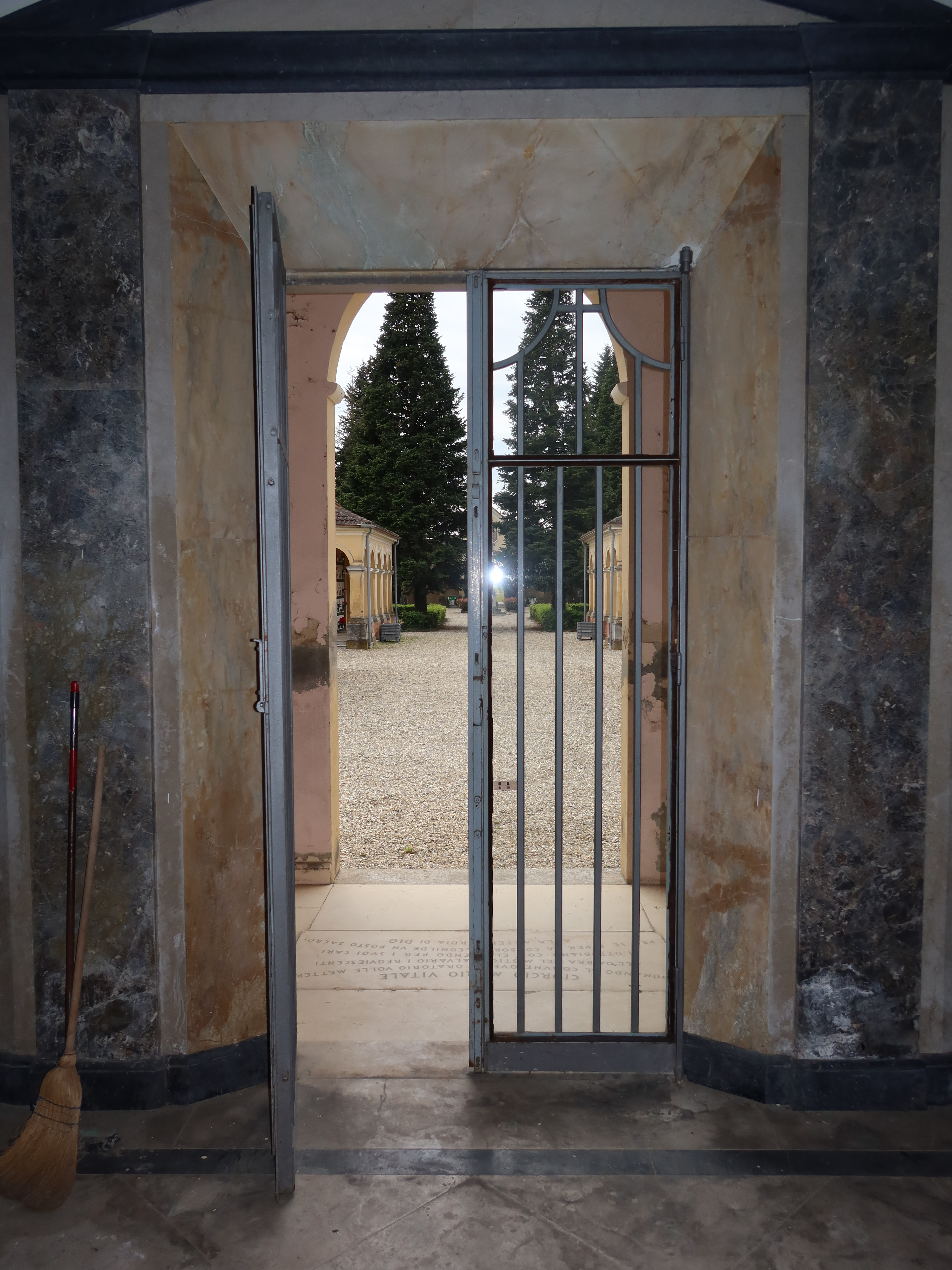
Porta di ingresso alla cappella

### Facciate
La facciata verso corte è dominata da un ampio portico sostenuto da due colonne con architrave di pietra, appoggiate alla parete e affiancate all'apertura ad arco a tutto sesto, che conduce sotto al portico; al di sopra dell’architrave è possibile mirare un fregio e una cornice su cui poggia un timpano a forma triangolare, al centro del quale si trova un tondo in pietra raffigurante il volto di Gesù Cristo. Il portico della facciata esterna crea un'atmosfera di solennità e accoglienza, invitando i visitatori a entrare e a contemplare l'interno. In epoca successiva, è stato aggiunto un ulteriore porticato, a forma semi-ottagonale, sulla facciata retrostante, corrispondente all’abside e che poggia su cinque colonne. Il tetto della cappella è composta da due coperture in coppi: una a quattro falde e una a semi-cono sull'abside. L’esterno della struttura è in intonaco giallo.

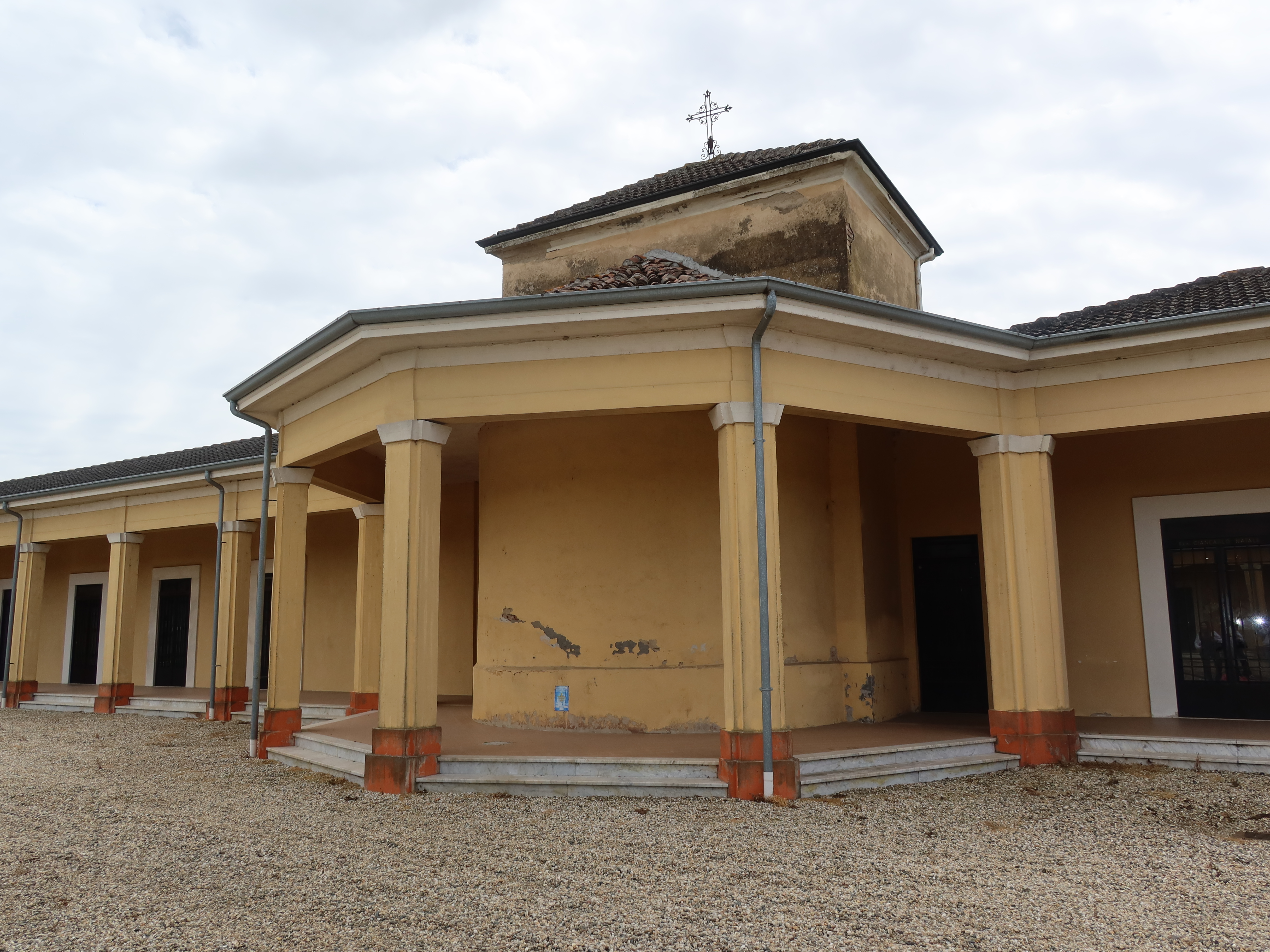
Facciata esterna del retro
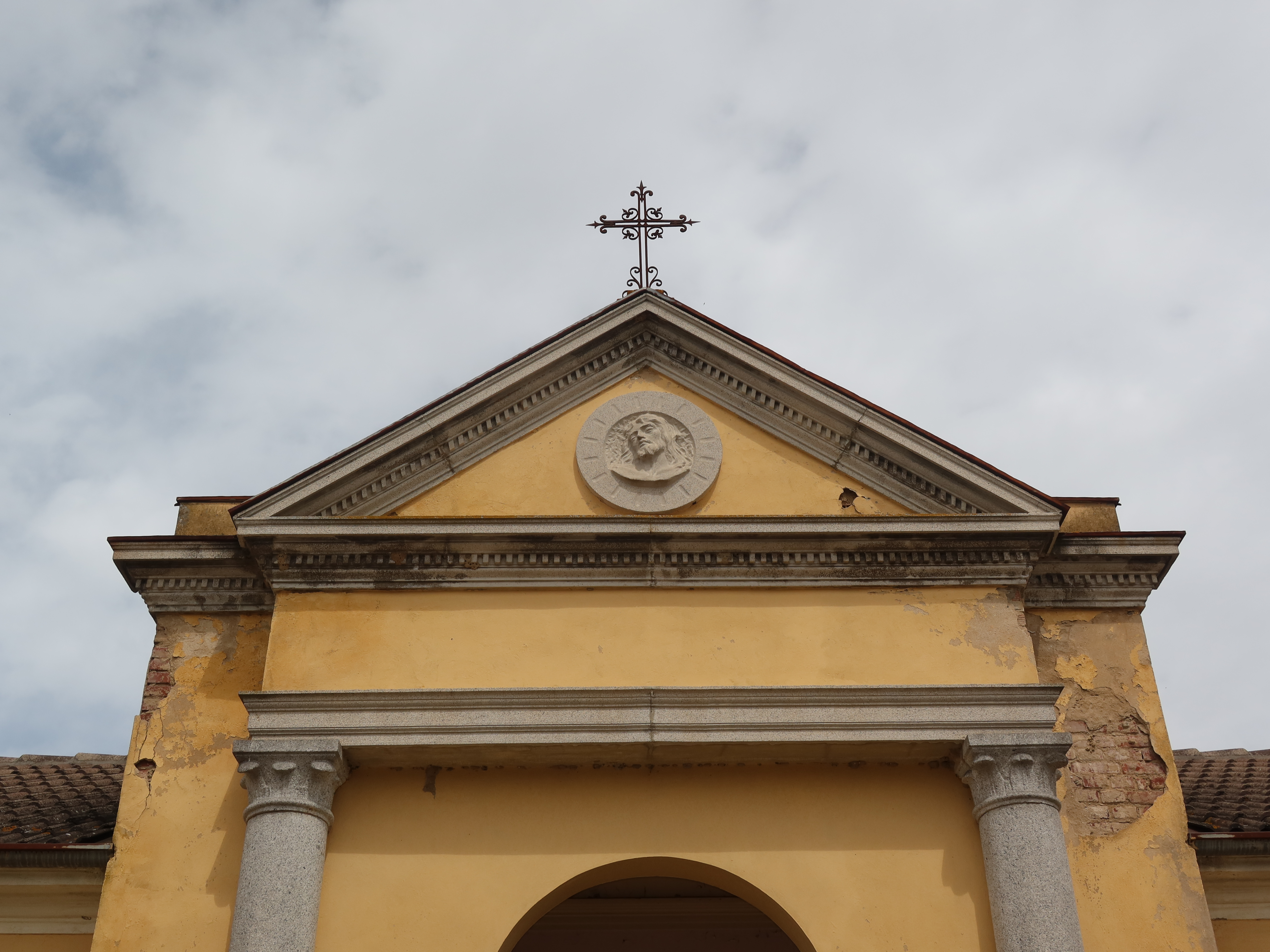
Facciata del portico

### Esterni
Le colonne intorno al complesso funerario svolgono un ruolo importante nell'architettura dell'area circostante. Spesso realizzate in marmo o pietra, queste colonne possono essere disposte in diverse configurazioni, come portici o colonnati, creando un percorso visivo che conduce i visitatori alla cappella stessa.